# Aquäduktbrücke über die Yonne
Die Aquäduktbrücke über die Yonne (französisch pont-aqueduc de Villeperrot) führt den Aqueduc de la Vanne über die Yonne, also die rund 156 km lange Wasserleitung, die in den Jahren 1866 bis 1874 von Eugène Belgrand zur Verbesserung der Wasserversorgung von Paris errichtet wurde und nach wie vor in Betrieb ist.

## Beschreibung
Die Aquäduktbrücke steht etwa 2,5 Kilometer südöstlich von Pont-sur-Yonne bei der kleinen Gemeinde Villeperrot. Sie überquert (von West nach Ost) die Départementstraße D58, vier neben dem Fluss verlaufende Gleise, eine schmale Uferstraße, die Yonne und nach 160 m die  D606, wo sie mit einem großen Bogen in einer langen Gerade mündet, die schließlich in den Feldern unter dem Boden verschwindet.
Auf der Aquäduktbrücke liegt der insgesamt 3737 Meter lange Siphon, mit der die Wasserleitung das Tal der Yonne überquert. Der Siphon besteht aus zwei parallelen gusseisernen Rohren von 1,10 Meter Innendurchmesser. Er beginnt weit im Osten der Brücke an einem Einlaufbauwerk an der D23 und endet im Westen auf dem steilen Hochufer der Yonne. Er hat eine Pfeilhöhe von 40 m.
Das Brückenbauwerk selbst ist 1493 Meter lang und bestand ursprünglich aus 162 Bögen. Die Brücke über die Yonne wurde von drei Bögen mit einer lichten Weite von 30 + 40 + 30 m gebildet, an denen sich auf dem linken Ufer ein Bogen über die Uferstraße mit 30 m und ein Bogen über die Eisenbahngleise von 22,60 m lichte Weite anschloss. Die übrigen Bögen teilten sich auf in 45 Bögen mit einer lichten Weite von 6 m, 21 mit 7 m, 80 mit 8 m, 10 mit 12 m und einen Bogen über die damalige RN6, eine bescheidene Chaussée, mit 30 m lichter Weite.
Die Konstruktion der Hauptbrücke war für ihre Zeit sehr modern. Die bis dahin meist verschlossenen Bogenzwickel wurden geöffnet und durch von schmalen Scheiben getragene Rundbögen ersetzt, die die Brückentafel mit den zwei gusseisernen Rohren trägt. Da es in der ganzen Gegend außer Flusssand kein brauchbares Baumaterial gab, wurde die Brücke aus béton aggloméré nach dem System von Coignet, also aus Stampfbeton gebaut. Sie dürfte damit zu den ersten größeren Brücken aus diesem Material gehören.
Die D58 und die dafür erforderliche größere Brücke wurde erst später gebaut. Im Zweiten Weltkrieg wurden die Bögen über der Yonne 1940 bombardiert. Beim Wiederaufbau wurde das äußere Erscheinungsbild der Brücke beibehalten, aber die ursprünglichen breiten Brückenbögen wurden aufgelöst in je zwei schmale, parallel nebeneinander stehende Bögen, die nur durch wenige Stege miteinander verbunden sind. Der Flusslauf wurde geringfügig nach Osten verschoben, so dass nur noch ein Pfeiler im Fluss stand. Die Uferstraße wurde unter den nun vollständig im Trockenen stehenden westlichen Bogen verschoben und der dadurch freigewordene nächste Bogen für eine zweite Bahnstrecke benutzt. Bei der Modernisierung und Erweiterung der RN6, der heutigen D606, zu einer dreispurigen Straße wurde eine Balkenbrücke anstelle der früheren Bögen eingesetzt.